# Monte Redoubt
El monte Redoubt o volcán Redoubt (en inglés, Mount Redoubt) es un estratovolcán activo y la cima más alta de la cordillera Aleutiana, localizado en la península de Alaska, Alaska, Estados Unidos. Se sitúa en las montañas Chigmit (Chigmit Mountains), una sierra de la cordillera Aleutiana, al oeste de la ensenada de Cook, a unos 180 km al suroeste de la ciudad de Anchorage.
Activo desde hace milenios, el volcán ha tenido cinco erupciones desde 1900: en 1902, 1922, 1966, 1989 y en marzo de 2009.
El volcán se encuentra dentro del área del parque nacional y reserva del lago Clark.

## Geología
El volcán tiene alrededor de 6 km de diámetro en su base con un volumen aproximado de 7.2 a 8.4 cu. Los lados del cono superior son relativamente empinados. Compuesto de depósitos de flujos piroclásticos y flujos de lava, y descansando sobre las rocas de la era Mesozoica del batolito de la cordillera Aleutiana, la montaña ha sido algo erosionada por el movimiento de varios glaciares que residen en ella. El respiradero principal actual está en el lado norte del cráter junto al glaciar Drift. También están presentes en la montaña los depósitos de lahar Holoceno que se extienden hasta la ensenada Cook. Esta montaña ha producido andesita, basalto y dacita, con una andesita relativamente silícica dominante en las erupciones recientes.

## Erupciones

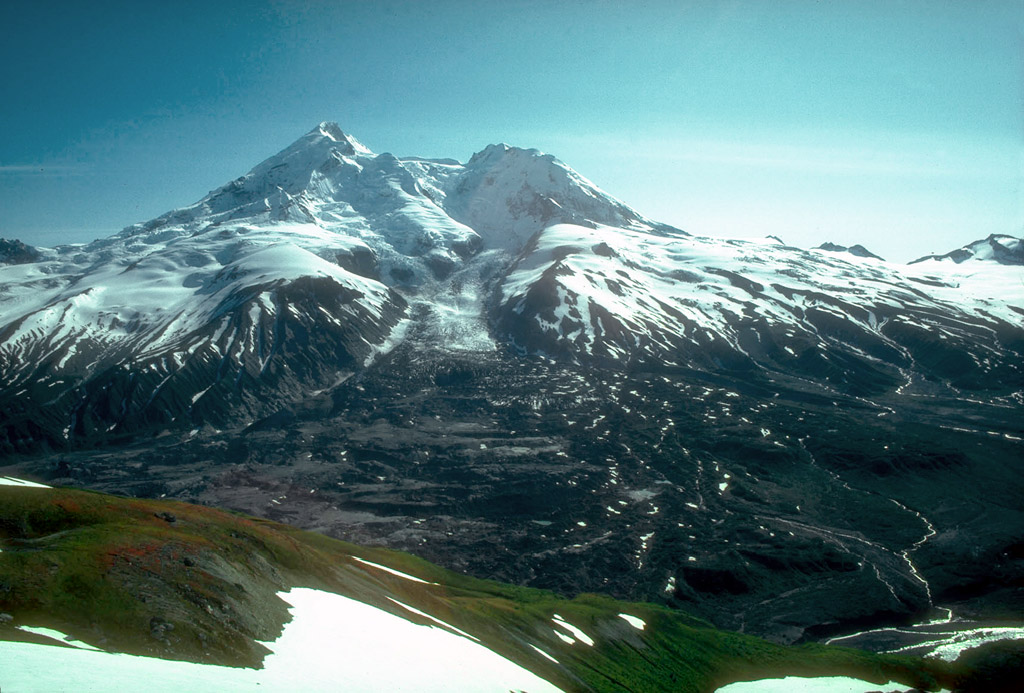
Cara norte en 1980

### Primeros informes
El capitán James Cook vio el monte Redoubt durante el verano de 1778, describiéndolo como "emitiendo un humo blanco pero sin fuego que hizo pensar a algunos que no era más que una gruesa nube blanca como la que hemos visto frecuentemente en la costa, en su mayor parte apareciendo a los lados de colinas y a menudo se extiende a lo largo de un rango completo y en diferentes momentos cae o se eleva, se expande o se contrae y se parece a Nubes de humo blanco. Pero además de ser demasiado pequeño para una de esas nubes, permaneció como estaba fijado en el mismo detectar durante todo el tiempo que la montaña estuvo despejada, lo que fue más de 48 horas ". Sin embargo, varias fuentes llaman a esto una "erupción desacreditada". Hay varias otras actividades que no se llaman erupciones.
En 1819, se observó humo en la montaña. Sin embargo, esto a menudo no se registra como una erupción ya que la información era insuficiente para identificarlo como tal. De manera similar, en 2003, un empleado del ConocoPhillips Building en Anchorage confundió una nube de nieve con una nube de ceniza. Se observó la posible deposición de vapor de vapor en 1933 en la montaña.

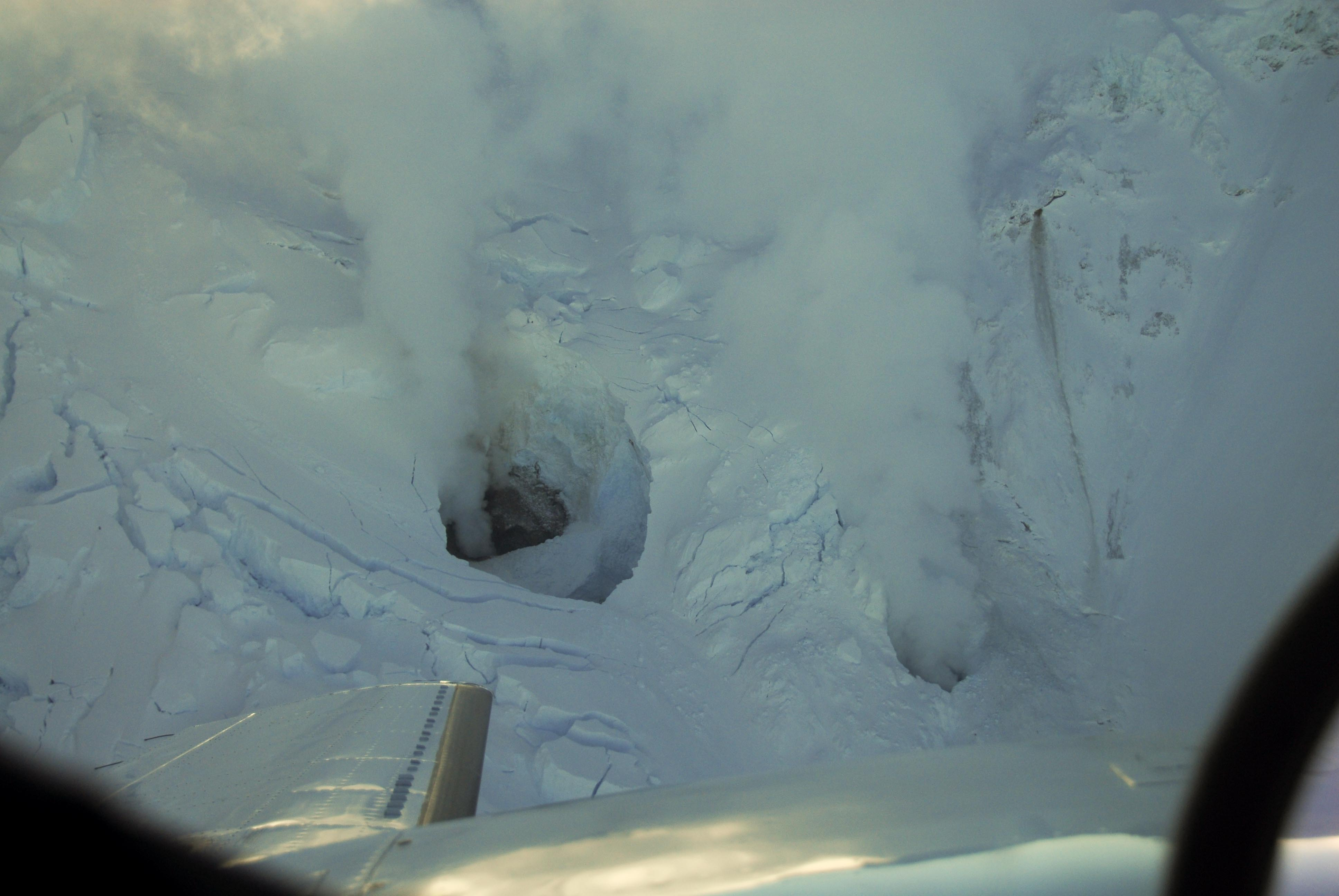

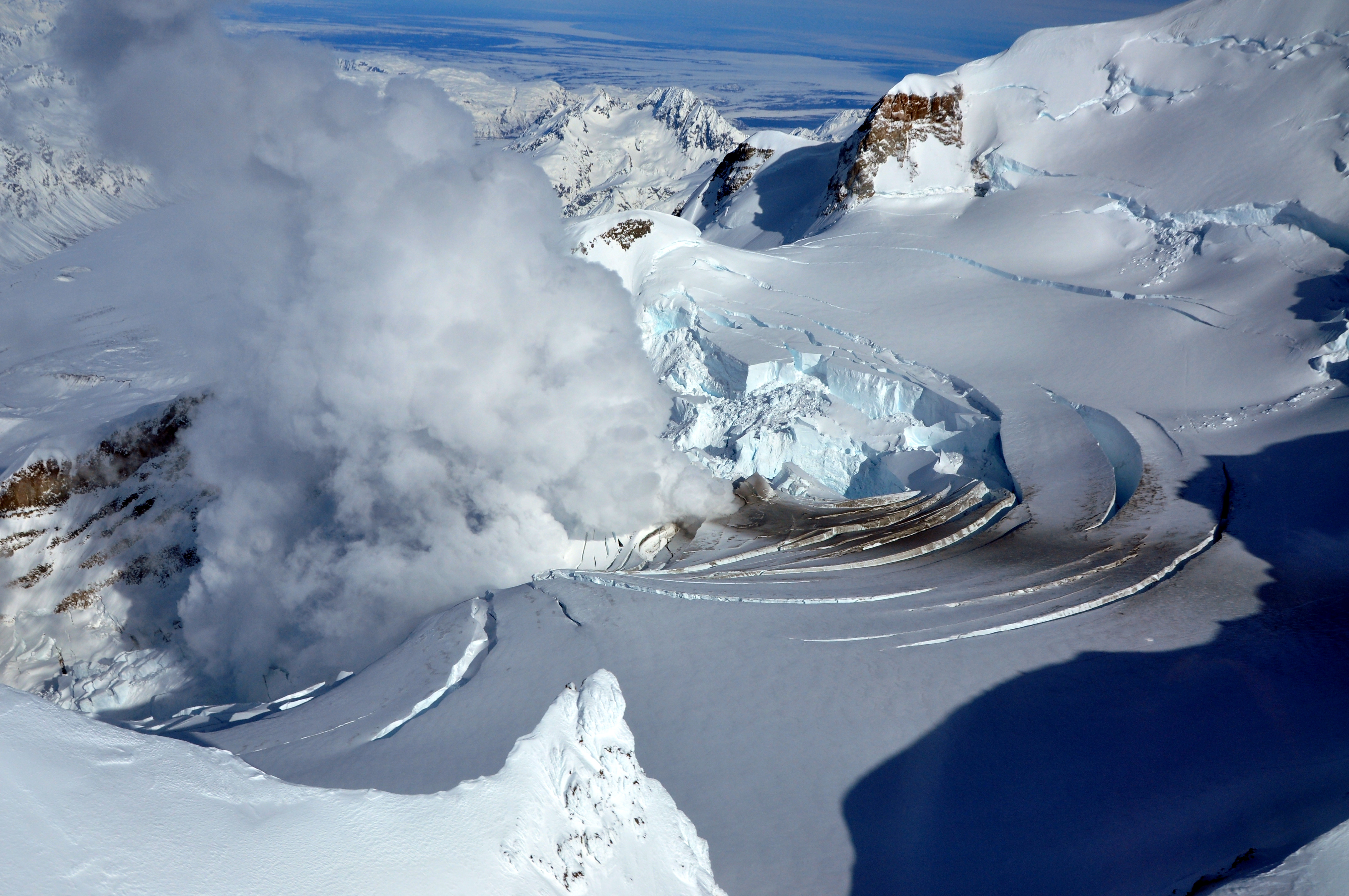

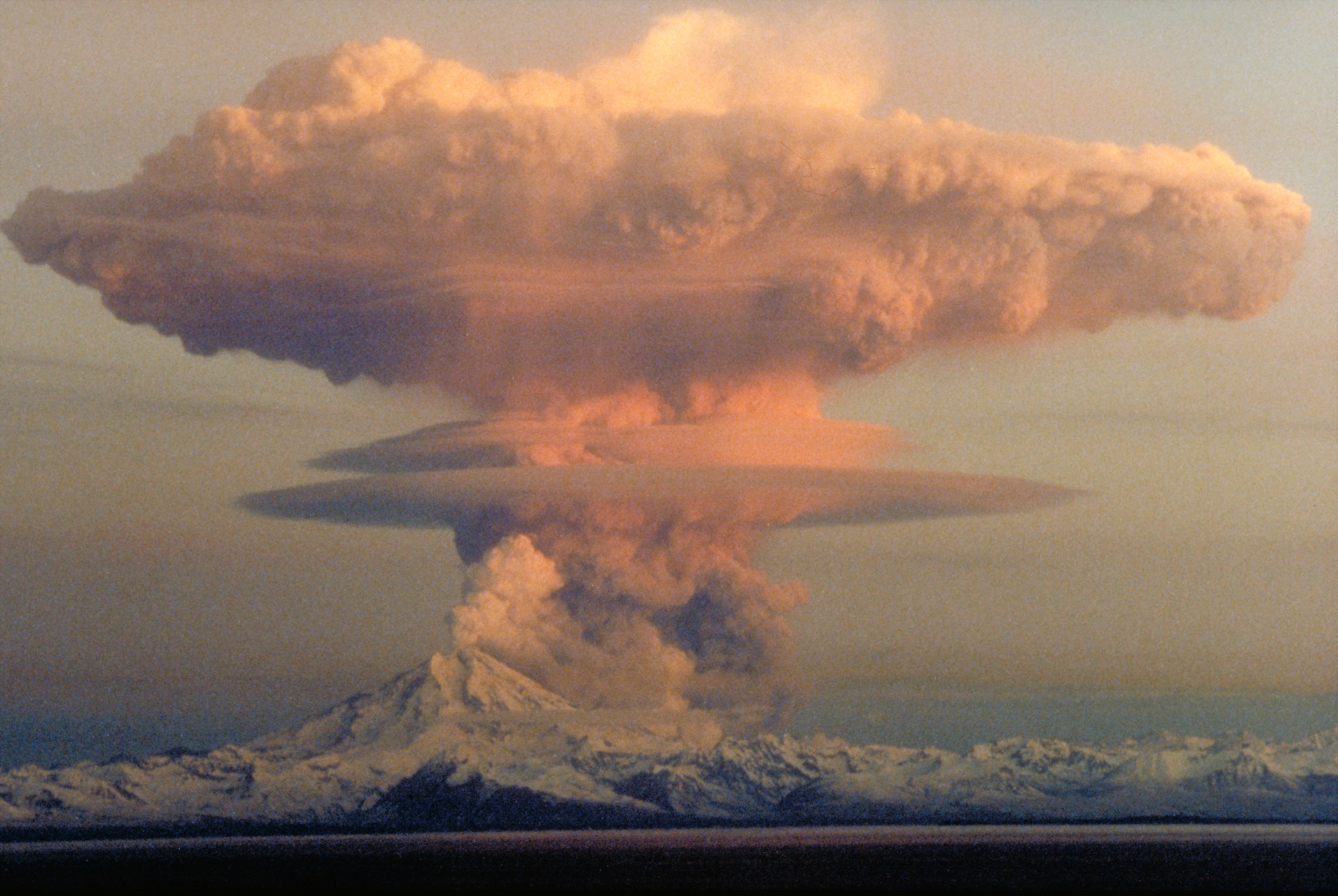

### 1881
Aparentemente hubo una erupción volcánica descrita como "hacia el este, el volcán Redoubt, 3.370 m de altura, está constantemente humeando, con períodos de actividad exagerada. Se ha visto fuego saliendo de su cumbre hacia el mar. lugar en 1881, cuando un grupo de cazadores nativos a la mitad de sus laderas fueron abrumados por una colada de lava y solo dos escaparon ". Sin embargo, esta erupción no está bien documentada por otras fuentes.

### 1902
El volcán estalló bastante abruptamente en 1902, arrojando cenizas desde el 18 de enero hasta el 21 de junio en el año. Un periódico local declaró: "Se acaba de recibir la noticia de que Redoubt, uno de los volcanes de Cook's Inlet tuvo una erupción el 18 de enero, y el país de 240 km alrededor estaba cubierto de cenizas y lava. Amanecer, pero no se ha determinado nada definitivo en cuanto a si se produjo algún daño, ya que todavía no se han encontrado barcos en los alrededores del volcán ". Hubo muchos otros informes de noticias sobre la erupción, uno describió la erupción como "un terrible terremoto que rompió la montaña dejando una gran brecha", lo que podría sugerir la formación de grietas en el cráter del volcán, sin embargo, es poco probable. Supuestamente, el volcán estaba expulsando "llamas" de su caldera, y la erupción aterrorizó a los nativos en el área. Los periódicos parecían sugerir que la ceniza había viajado más de 240 km, llegando al lado opuesto de Cook Inlet.

1989-1990
El volcán entró en erupción el 14 de diciembre de 1989 y continuó en erupción durante más de seis meses. El derretimiento repentino de la nieve y el hielo en la cumbre causado por los flujos piroclásticos y los colapsos del domo causaron lahares, o flujos de lodo, que fluyeron por el flanco norte de la montaña. La mayoría de los flujos de lodo corrieron a Cook Inlet, a unas 22 millas (35 km) del volcán. Los lahars ingresaron a un río cercano, preocupando a los funcionarios de que podrían destruir una instalación de almacenamiento de petróleo ubicada a lo largo de ella.
Como los lahars se produjeron repetidamente, los científicos se dieron cuenta de que podían usarlos para analizar un período de prueba para un dispositivo recientemente desarrollado, propuesto para medir el movimiento de las rocas entre sí. Este dispositivo, ahora conocido como un Monitor de flujo acústico, alerta a las estaciones cercanas sobre posibles lahares.
La erupción también causó que un avión dejara de funcionar a los cuatro motores después de que un avión jumbo Boeing 747-400 operado por KLM Royal Dutch Airlines voló hacia una nube de cenizas volcánicas. El daño de la erupción se estimó en $ 160 millones, la segunda erupción volcánica más costosa en la historia de los Estados Unidos.

### 1989-1990
El volcán entró en erupción el 14 de diciembre de 1989 y continuó en erupción durante más de seis meses. El derretimiento repentino de la nieve y el hielo en la cumbre causado por los flujos piroclásticos y los colapsos del domo causaron lahares, o flujos de lodo, que fluyeron por el flanco norte de la montaña. La mayoría de los flujos de lodo corrieron a Cook Inlet, a unas 35 km del volcán. Los lahares ingresaron a un río cercano, preocupando a los funcionarios de que podrían destruir una instalación de almacenamiento de petróleo ubicada a lo largo de ella.
Como los lahares se produjeron repetidamente, los científicos se dieron cuenta de que podían usarlos para analizar un período de prueba para un dispositivo recientemente desarrollado, propuesto para medir el movimiento de las rocas entre sí. Este dispositivo, ahora conocido como un Monitor de flujo acústico, alerta a las estaciones cercanas sobre posibles lahares.
La erupción también causó que un avión dejara de funcionar a los cuatro motores después de que un avión jumbo Boeing 747-400 operado por KLM Royal Dutch Airlines voló hacia una nube de cenizas volcánicas. El daño de la erupción se estimó en $ 160 millones, la segunda erupción volcánica más costosa en la historia de los Estados Unidos.

### 2009

#### Pre-erupción
El 30 de enero de 2009, los científicos del Observatorio Volcánico de Alaska (AVO) advirtieron que una erupción era inminente, enviando a experimentados habitantes de Alaska a comprar protección contra una lluvia polvorienta de ceniza volcánica que podría descender sobre el centro sur de Alaska.
Para el 31 de enero, los terremotos volcánicos aumentaron a varias por hora, y se detectó un gran agujero en el glaciar en el lado de la montaña. Los científicos comenzaron a monitorear los datos sísmicos de la montaña las 24 horas del día en un esfuerzo por advertir a las personas en las comunidades cercanas. Un paso elevado conducido por el AVO detectó "vapor significativo de una nueva depresión de derretimiento en la boca del cráter de la cumbre cerca del área de ventilación de la erupción de 1989-90".

#### 15 de marzo
La actividad sísmica en Redoubt aumentó a partir de las 13:01 UTM. Un vuelo de observación de AVO informó que una columna de vapor y ceniza se elevó a una altitud de hasta 4,600 m sobre el nivel del mar y produjo una pequeña caída de cenizas en el flanco sur superior de Redoubt. Informes posteriores fueron que la pluma era principalmente vapor.
Sobre la base de este cambio en la actividad, AVO aumentó el nivel de preocupación y nivel de alerta a NARANJA / OBSERVACIÓN.

#### Emisiones
El material expulsado del volcán consistió principalmente en vapor de agua, junto con cantidades más pequeñas de dióxido de carbono y dióxido de azufre. Un estudio adicional realizado por monitores aerotransportados sugiere que los materiales no se oxidaron mucho y que poca concentración contenía sulfato, menos del 20%.

## Las erupciones a gran escala comienzan
El Monte Redoubt hizo erupción explosiva a última hora de la tarde del 22 de marzo de 2009. AVO ha registrado numerosas erupciones volcánicas y / o explosiones en el volcán Redoubt.

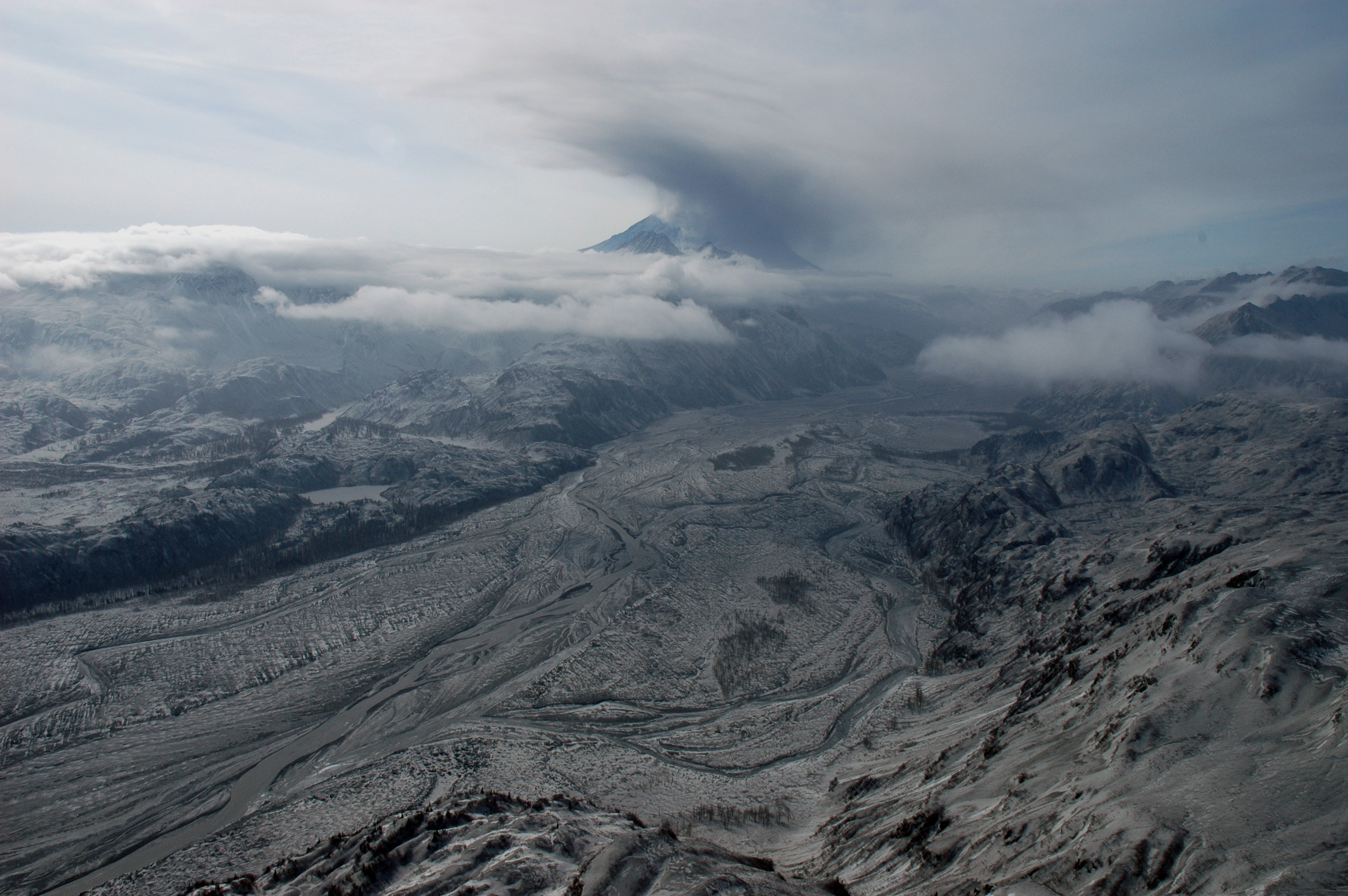
Mt. Redoubt el 31 de marzo de 2009.

## Enlaces externos

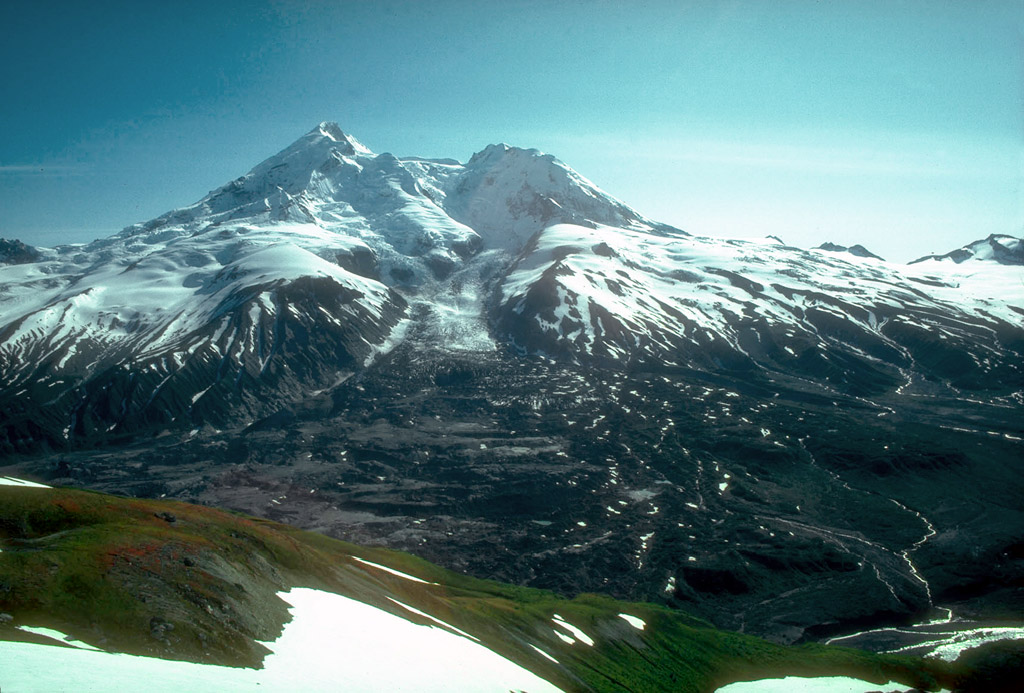
Cara norte del monte Redoubt en 1980.